# Dilshodbek Baratov
Dilshodbek Baratov (14 de junio de 1997) es un deportista uzbeko que compite en judo. Ganó una medalla de plata en el Campeonato Mundial de Judo de 2023, en la categoría de –60 kg.

## Palmarés internacional
| Campeonato Mundial | Campeonato Mundial | Campeonato Mundial | Campeonato Mundial |
| Año                | Lugar              | Medalla            | Categoría          |
| ------------------ | ------------------ | ------------------ | ------------------ |
| 2023               | Doha (Catar)       | Medalla de plata   | –60 kg             |